# Delfim Ribeiro Guedes
Delfim Ribeiro Guedes (* 2. Mai 1908 in Maria da Fé, Minas Gerais, Brasilien; † 23. Februar 1985) war Bischof von São João del-Rei.

## Leben
Delfim Ribeiro Guedes empfing am 25. Oktober 1931 das Sakrament der Priesterweihe.
Am 26. Juni 1943 ernannte ihn Papst Pius XII. zum ersten Bischof von Leopoldina. Der Bischof von Pouso Alegre, Octávio Augusto Chagas de Miranda, spendete ihm am 3. Oktober desselben Jahres die Bischofsweihe; Mitkonsekratoren waren der Bischof von Rio Preto, Lafayette Libânio, und der Bischof von Guaxupé, Hugo Bressane de Araújo.
Papst Johannes XXIII. ernannte ihn am 23. Juli 1960 zum ersten Bischof von São João del-Rei. Am 7. Dezember 1983 nahm Papst Johannes Paul II. das von Delfim Ribeiro Guedes vorgebrachte Rücktrittsgesuch an.
Delfim Ribeiro Guedes nahm an der ersten, dritten und vierten Sitzungsperiode des Zweiten Vatikanischen Konzils teil.